# Mary Hopkin
Mary Hopkin (Pontardawe, 3 maggio 1950) è una cantante britannica, lanciata da Paul McCartney verso la fine degli anni sessanta.

## La carriera
Durante una cena nel maggio del 1968, la modella Twiggy segnalò a Paul McCartney una ancora sconosciuta diciassettenne gallese Mary Hopkin che aveva partecipato alla trasmissione TV Opportunity Knocks; e valutandone le straordinarie doti canore ne pronosticò la vittoria nella puntata della settimana successiva. Il Beatle, incuriosito, seguì la puntata del programma rimanendo affascinato dalla voce eccezionale della cantante, e perciò decise di contattarla e di offrirle un provino che si svolse negli studi di New Oxford Street.
La Hopkin entrò così a far parte della scuderia Apple Records, e le fu scelto un brano adatto alle sue caratteristiche vocali e interpretative, Those Were the Days, che venne inciso negli studi di Abbey Road. McCartney qualche tempo prima aveva sentito al Blue Angel la canzone cantata dai suoi autori, Gene e Francesca Raskin e, convinto delle potenzialità della melodia, l'aveva suggerita prima ai Moody Blues e poi a Donovan, ma in entrambi i casi il consiglio era stato ignorato.
L'incisione di Mary Hopkin raggiunse una popolarità inaspettata. Peraltro, anche Sandie Shaw nello stesso periodo si esibiva in Those Were the Days; con un'astuta mossa propagandistica, Paul McCartney consigliò agli ascoltatori di sentire entrambe le versioni e poi decidere quale fosse la migliore. Il pubblico decretò la superiorità della versione di Mary Hopkin che nel mondo vendette in quattro mesi quattro milioni di copie e che raggiunse in breve la vetta della classifica discografica inglese scalzando Hey Jude dei Beatles, in Svizzera, Germania, Canada, Danimarca, Finlandia, Irlanda, Giappone, Polonia, Spagna, Svezia, in Francia per cinque settimane, nei Paesi Bassi per due settimane ed in Norvegia per due settimane e arrivò al secondo posto in quella statunitense ed austriaca.

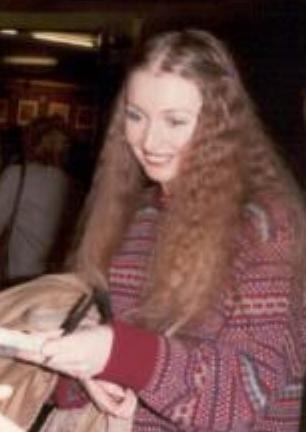
Mary Hopkin nel 1980

Raggiunto il successo, la Hopkin si indirizzò anche al mercato europeo, incidendo la canzone in italiano (Quelli erano giorni), francese, spagnolo e tedesco. In Italia partecipò al Festival di Sanremo in coppia con Sergio Endrigo, giungendo seconda,  interpretando una canzone del cantautore istriano destinata diventare una cover eterna  Lontano dagli occhi, e per quello francese Prince en Avignon. Per promuovere la cantante, fu organizzato un tour negli Stati Uniti e in Canada, dove si esibì ai Maple Leaf Gardens di Toronto. Grazie all'intercessione di Paul McCartney, venne inoltre ospitata nel celebre Ed Sullivan Show e successivamente in patria al David Frost Show. Sempre per la Apple incise il primo LP, Post Card, il cui lancio promozionale fu organizzato al Post Office Tower di Londra; in quella circostanza la Hopkin era supportata dalle chitarre di Paul McCartney e di Donovan, artista che lei amava particolarmente poiché ne condivideva il retroterra e le sonorità folk; qualche tempo dopo, venne pubblicato un altro singolo di successo, Goodbye.
Partecipò all'Eurovision Song Contest 1970 con il brano Knock, Knock Who's There?, che si classificò al secondo posto nella graduatoria finale della manifestazione.
Successivamente la piega folk intrapresa dall'artista scoraggiò l'interesse del suo produttore e così nel 1972 Mary Hopkin abbandonò la Apple e la carriera cominciò a declinare anche a causa del fatto che la cantante sposò Tony Visconti, ebbe da lui un figlio, Morgan, e una figlia, Jessica, e decise per questo di ritirarsi dalle scene.
Di lei rimangono le occasionali collaborazioni nel 1977 al disco Low di David Bowie (prodotto dal marito) e all'album in lingua gallese The Welsh World of Mary Hopkin del 1979.

## Discografia parziale

### Album in studio
- 1969 – Post Card
- 1971 – Earth Song/Ocean Song
- 1971 – Those Were the Days
- 1979 – The Welsh World of Mary Hopkin
- 1989 – Spirit
- 2007 – Valentine
- 2009 – Recollections
- 2009 – Now And Then
- 2014 – Painting By Numbers

### Album dal vivo
- 2007 – Live at The Royal Festival Hall 1972

### Raccolte
- 1971 – The Best of Mary Hopkin

### Singoli
- 1968 - Quelli erano giorni/Com'è bella la sera  (RCA Victor)[12].
- 1968 – Those Were The Days/Turn Turn Turn (Apple Records, APPLE 2)
- 1968 – Mae Bob Awr/Tami/Yn Y Bore/Gwrandewch Ar Y Moroedd (Cambrian, CEP 414)
- 1968 – Rhywbeth Syml/Draw Dros Y Moroedd/Cariad Dan Fy Mron/Y Fori (Cambrian, CEP 420)
- 1969 – Lontano dagli occhi/The Game (Apple Records, APPLE 7)
- 1969 – Goodbye/Sparrow (Apple Records, APPLE 10)
- 1969 – Aderyn Llwyd/Y Blodyn Gwyn (Cambrian, CSP 703)
- 1969 – Que sera, sera/Fields Of St. Etienne (Apple Records, 1823)
- 1969 – Lejos de los ojos/El juego (Apple Records, APPLE 6)
- 1969 – Adiós/Alguien para cuidarme/La canción de la luna de miel/Gorrión (Apple Records, EPEM - 10327)
- 1969 – Young Love/There's No Business Like Show Business (Apple Records, Apple-003)
- 1969 – Prince en Avignon/The Game (Apple Records, 2C 006-90070)